# ناحیه روشان
روشان یکی از ناحیه‌های ولایت خودمختار کوهستان بدخشان است که در شرق جمهوری تاجیکستان قرار دارد.
مرکز آن شهرک روشان است که در کنارهٔ رودهای برتنگ و پنج در مرز با افغانستان قرار دارد.
ناحیهٔ روشان هفت جماعت دارد:
1. بَرتَنگ
2. بَرروشان
3. بَسید
4. پَست‌خوف
5. روشان
6. سَون‌آب
7. شیدز

بزرگ‌ترین روستاهای روشان:
بسید •  روشان •  برروشان •  زیرروشان •  پست‌خوف •  سون‌آب •  شیدز
نقاط دیدنی:
دریاچه سریز •  یخچال فدجنکو •  دره برتنگ •  مزار مشکیل‌کشا